# ステンノー
ステンノー（古希: Σθεννώ, Sthennō、英: Sthenno）、あるいはステノー（古希: Σθενώ, Sthenō）は、ギリシア神話に登場する怪物で、ゴルゴーン3姉妹の長女である。ギリシア語でステンノーは「強い女」の意。日本語では長母音を省略してステンノ、ステノとも表記される。ポルキュースとケートーの娘で、姉妹にグライアイ、および残りのゴルゴーンの2人の妹エウリュアレーとメドゥーサがおり、メドゥーサ以外の2人は不死身だったとされる。